# Historia de la Política Común de Seguridad y Defensa
Este artículo describe la historia de la Política Común de Seguridad y Defensa (PCSD) de la Unión Europea (UE), una parte de la Política Exterior y de Seguridad Común (PESC). El proceso de integración europea en asuntos de la defensa y coordinación militar se remonta a los padres fundadores mismos, cuyo principal afán era entonces redimir la voluntad autodestructiva que Europa había llevado hasta sus últimas consecuencias con la Segunda Guerra Mundial. El gran simbolismo de que se dotó al primer paso sectorial —la Comunidad Europea del Carbón y del Acero (CECA)— dado en pro de este proyecto resultaba muy significativo, pues el carbón y el acero eran los dos recursos cuyo control —en Alsacia y Lorena, y en menor medida en Luxemburgo—, había exacerbado la rivalidad franco-alemana. El carbón era fuente de energía fundamental para el desarrollo de la industria, en especial cuando el desarrollo y expansión del ferrocarril por Europa, con su trascendencia estratégica y militar, lo requería especialmente; el acero, resistente aleación de hierro y carbono, era un valiosísimo material para la industria militar, que se retroalimentaba precisamente al calor de esta mala vecindad. La CECA buscaba poner bajo una autoridad supranacional la gestión en común de estos dos recursos.
La concepción mayoritaria es que la UE es el resultado de los esfuerzos para gestionar los conflictos pacíficamente tras dos guerras mundiales que devastaron Europa. Estos objetivos de paz, que originariamente inspiraban los discursos de integración europea, han dado paso a una voluntad política más orientada a la competitividad y a hacer de la Unión Europea un polo económico y financiero mundial integrado (de hecho, ya el principal incentivo de la integración fue a través de la CECA). Prueba de las intenciones de estos pioneros europeístas fue la fracasada Comunidad Europea de Defensa (CED), cuyo Tratado constitutivo llegó a ser firmado por todos los gobiernos, pero que no superó la ratificación parlamentaria en la Asamblea Nacional francesa. Tuvo que esperarse al empuje que se le propinó en la Conferencia de Messina para que el proyecto de integración europea volviera a encarrilarse con la firma del Tratado de Roma de 1957 que creó las otras dos Comunidades Europeas: la Económica y la de la Energía Atómica. Una vez más, se veía en esta última la preocupación política existente por los asuntos militares en un continente todavía fragmentado y doliente, donde la irrupción de las nuevas armas basadas en la desintegración atómica podría hacer estragos.
Si bien no sería hasta 1999, con la entrada en vigor del Tratado de Ámsterdam, que en Europa volvería a plantearse abiertamente en los Tratados la articulación de una política común de defensa, lo cierto es que ya la CPE (Cooperación Política Europea) contemplada en el Acta Única y, sobre todo, la perspectiva de la adopción de una Política Exterior y de Seguridad Común (PESC) con la firma del Tratado de Maastricht, abrieron ya las puertas a los primeros albores de la cooperación militar autónoma a escala europea. Así, en 1992 los ministros de defensa de las entonces Comunidades se reunieron en la ciudad alemana de Petersberg y acordaron la creación de un marco de cooperación militar autónomo de la OTAN, si bien coordinado con esta, para el desarrollo de determinadas misiones de paz o humanitarias en terceros países. Estas operaciones, que en algunos casos y particularmente en los Balcanes mostraron su utilidad, fueron bautizadas con el nombre de aquella localidad como Misiones Petersberg. Con el Tratado de Ámsterdam se dispuso su institucionalización en el marco de una Política Europea de Seguridad y Defensa (PESD).
El nombramiento de Javier Solana como Alto Representante para la Política Exterior y de Seguridad Común del Consejo supuso un cambio notable para la neonata PESD. El empeño personal de Solana por garantizar la paz en la antigua Yugoslavia, azotada por dos guerras civiles que incluyeron un genocidio, y con las que Solana lidió arduamente desde la OTAN, transfirió su influencia sobre la nueva política, con la implicación continuada de los europeos en la posguerra de la región a través de misiones civiles, militares y combinadas, de mantenimiento de la paz y ayuda humanitaria. Las numerosas operaciones y dispositivos combinados que allí desplegó la Unión Europea fue muy vasta, y su continuidad (todavía perviven algunas de estas misiones) inédita.
Las fuertes divergencias entre los Estados miembros por la Guerra de Irak dificultó el desarrollo de la PESD. Se pudo comprobar la inoperancia de la PESC y de la PESD en situaciones susceptibles de enfoques diametralmente opuestos, así como la incapacidad de sus dirigentes para contenerlas. Sin embargo, y si bien discretamente en conflictos o regiones menos publicitados, Europa siguió desplegando sus capacidades operativas en el exterior: así, envió misiones combinadas a la Congo, a Franja de Gaza, Georgia, Guinea-Bissau y Somalia.

## Antecedentes
Tras el final de la Segunda Guerra Mundial, Europa se encontraba sumida en la devastación. Alemania estaba destrozada, en términos de pérdidas de vidas humanas y daños materiales. Si bien Francia y Reino Unido resultaron oficialmente vencedoras frente a la Alemania nazi en el conflicto, ambos países sufrieron importantes pérdidas (aunque menores que las de Alemania) que afectaron gravemente a sus economías y su prestigio a nivel mundial.
La declaración de guerra de Francia y Reino Unido a Alemania tuvo lugar en septiembre de 1939. Una vez finalizado el conflicto en Europa el 8 de mayo de 1945, el régimen alemán fue responsabilizado por el inicio de la guerra, ya que su política expansionista le había llevado a ocupar y en algunos casos anexar territorios de otros países del continente. Alemania, que perdió una parte considerable de su territorio anterior a la guerra, fue ocupada por ejércitos extranjeros que dividieron su superficie territorial en cuatro partes, tal y como se consensuó en la Conferencia de Yalta.

### Organización del Tratado de Bruselas
La Western Union (WU), también conocida como la Organización del Tratado de Bruselas (BTO), fue la alianza militar europea establecida entre Francia, el Reino Unido y los tres países del Benelux en septiembre de 1948 con el fin de implementar el Tratado de Bruselas firmado en marzo del mismo año. En virtud de este tratado los firmantes, denominados "las cinco potencias", acordaron colaborar tanto en el campo de la defensa como en el político, económico y cultural.

## Comunidades Europeas (1950-1993)

### La Comunidad Europea de Defensa
La Comunidad Europea de Defensa (CED) fue un proyecto adoptado por los seis países fundadores de la anterior Comunidad Europea del Carbón y del Acero con el fin de dar un paso definitivo en la integración militar y defensiva de Europa. Firmado ya por los representantes de los gobiernos de dichos estados el 27 de mayo de 1952, el proyecto sufrió un vuelco inesperado en su fase de ratificación cuando la Asamblea Nacional francesa denegó, en agosto de 1954, su aprobación definitiva al Tratado constitutivo, a consecuencia de lo cual este jamás entró en vigor y la Comunidad Europea de Defensa no llegó a nacer propiamente. 
La Comunidad, propuesta en 1950 por el jefe de gobierno francés René Pleven con el apoyo de Jean Monnet y también de Robert Schuman, preveía la creación de unas fuerzas armadas europeas que excluían la capacidad de sus estados de dotarse -excepto en algunos casos específicos, previstos en el propio Tratado- de ejércitos autónomos al margen de aquella; de esta manera se excluía la posibilidad de una guerra fratricida como había sido la Segunda Guerra Mundial, a la vez que emergía, en el nuevo escenario de una guerra fría, un nuevo bloque que, aún muy ligado a la OTAN, permitiría conllevar una más fácil relación de convivencia con la expansiva Unión Soviética. El plan fue sólidamente impulsado por los Estados Unidos, que veían en él la única manera viable de garantizar la seguridad en Europa sin necesidad de desplegar allí sus propias tropas, todo ello sin perder su influencia en el continente.

## Unión Europea (1993-2009)

### Misiones Petersberg
El origen de estas misiones internacionales se encuentra precisamente en el castillo alemán de Petersberg, en las proximidades de Bonn, donde en junio de 1992 los ministros de defensa de la Unión Europea Occidental adoptaron por vez primera un acuerdo que establecía un mecanismo de cooperación intergubernamental a escala comunitaria en asuntos de defensa, en el marco de misiones internacionales multilaterales. Este acuerdo debía tratarse, en un principio, de una mera transposición de otro que en términos semejantes habían adoptado días antes los ministros de defensa de la Alianza Atlántica en Oslo; sin embargo, la decisión adoptada por los europeos fue más allá de lo que estipulaba el Comité de Defensa de la OTAN, pues en ella se contemplaban, además de las misiones de mantenimiento de la paz aceptadas por la Alianza, otros dos tipos de misiones suplementarias: las humanitarias y las de gestión de crisis en combate. Dichas misiones debían hacerse asimismo en coordinación con la Unión Europea Occidental y, por supuesto, con la propia OTAN.

### Estrategia de Seguridad de 2003

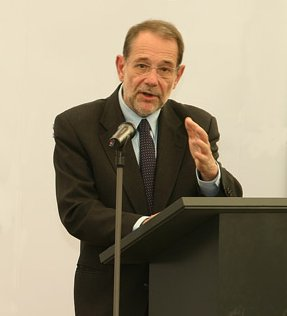
Javier Solana, exAR y artífice de la primera EES en 2003.

En diciembre de 2003 el Consejo Europeo reunido en Bruselas aprobó la propuesta del Alto Representante Javier Solana que contenía la primera Estrategia Europea de Seguridad. El documento adoptado se proponía identificar los principales retos a los que debía enfrentarse Europa en los años venideros, entre los que destacan el terrorismo, el crimen organizado de dimensión transfronteriza y la viabilidad de los "estados fallidos", como amenazas de primer orden a la seguridad del continente y que requieren de un tratamiento coordinado a escala europea. También se establecían los objetivos concretos que debían alcanzar la Unión y sus Estados miembros para confrontarse adecuadamente a un entorno mundial cambiante, y por tanto frecuentemente inestable.

## La Unión tras el Tratado de Lisboa
El Tratado de Lisboa ha supuesto una nueva configuración normativa para la política de defensa comunitaria. El texto, en vigor desde el 1 de diciembre de 2009, abrió la puerta a un nuevo mecanismo de cooperación estructurada permanente (CEP) a través del cual los Estados miembros con capacidades militares más avanzadas están llamados a establecer entre sí un marco institucionalizado y regular de cooperación y coordinación de aquellas, y de toda su industria militar, en el seno de la Unión. Esta es quizá la innovación más relevante que introduce Lisboa en la defensa europea común. Además, y junto a esta "integración avanzada" en asuntos de la defensa que supone la CEP, Lisboa abre por vez primera la posibilidad de establecer las conocidas como cooperaciones reforzadas, esto es, operaciones o compromisos regulados a nivel comunitario de los que participen tan solo aquellos Estados que manifiesten su voluntad, siempre que sean por lo menos nueve.
El Tratado rebautizó la PESD (Política Europea de Seguridad y Defensa) sustituyendo, de manera significativa, el adjetivo "europea" por "común", por lo que la política defensiva de la Unión Europea ha pasado a denominarse Política Común de Seguridad y Defensa (PCSD). El documento lleva hasta sus últimas consecuencias la pertenencia de la PCSD a la PESC e incluye a aquella entre las competencias del nuevo Servicio Europeo de Acción Exterior, que administra la acción exterior europea en todas sus dimensiones, bajo la autoridad del reforzado Alto Representante de la Unión para Asuntos Exteriores y Política de Seguridad.
Lo que no altera Lisboa, como era de esperar, es la regla de la unanimidad por la que se rige la PCSD y, ahora ya en menor medida o con algunas salvedades, toda la PESC. Por lo tanto, la aplicación y efectividad de todos estos mecanismos e instrumentos dependerá en la práctica, en gran medida, de la voluntad política de los dirigentes europeos, especialmente de los gobiernos nacionales, pues la PCSD sigue siendo un ámbito (el que más) de funcionamiento plenamente intergubernamental.

### Disolución de la Unión Europea Occidental
La Unión Europea, con competencias en seguridad y defensa gracias a su segundo pilar, acabó absorbiendo la UEO.

### Estrategia Global de la Unión Europea (2016)
El 28 de junio de 2016 veía la luz la nueva Estrategia Europea de Seguridad denominada «Estrategia Global para la Política Exterior y de Seguridad de la Unión», en inglés European Union Global Strategy (EGUE), a la que se añadía como título «Una visión compartida, acción común: una Europa más fuerte».

### Desde 2022

#### Brújula Estratégica (2022)
| La Brújula Estratégica indica las cuatro direcciones en las que se debería avanzar |  |                      |
| \| Resiliencia \| Resiliencia \| Resiliencia \| \| Gestión de crisis \| \| Capacidad de defensa \| \| Asociaciones con aliados \| Asociaciones con aliados \| Asociaciones con aliados \| \| ------------------------ \| ------------------------ \| ------------------------ \| |  |                      |
| Resiliencia |  |                      |
| Gestión de crisis |  | Capacidad de defensa |
| Asociaciones con aliados |  |                      |

En junio de 2020, los ministros de defensa de la UE acordaron desarrollar un documento denominado Brújula Estratégica para definir los objetivos de la organización en cuanto a la política de seguridad y defensa. El primer borrador del texto, presentado en noviembre de 2021, se basaba en un «análisis de amenazas» que fue realizado partiendo de información suministrada por los diferentes servicios de inteligencia de los Estados miembros de la UE en el marco del diálogo estructurado con las instituciones de la UE y varios expertos. Así, entre febrero y marzo se sucedieron diferentes versiones del texto tomando en cuenta las medidas en materia de defensa presentadas por la Comisión Europea a mediados de febrero. Adicionalmente varios acontecimientos internacionales —en particular la invasión rusa de Ucrania— afectaron el acuerdo final  aprobado por los líderes europeos en marzo.
La Brújula Estratégica no sustituirá a la Estrategia Global de la UE (EGUE) —presentada en 2017 por Federica Mogherini, entonces Alta Representante de la Unión para Asuntos Exteriores y Política de Seguridad— que establece las prioridades generales de la política exterior de la Unión. En cambio, se supone que es una estrategia de "rango medio", que traduce las prioridades de la UE en objetivos tangibles y define qué capacidades debe desarrollar la Unión. La Brújula también tiene como objetivo fomentar una "cultura estratégica" europea común, impulsando a los Estados miembros hacia un entendimiento común de las amenazas clave para la UE y cómo contrarrestarlas juntos.
En consonancia, se ha debatido la cuestión del uso de la cláusula de defensa mutua (artículo 42, apartado 7, del TUE) que establece que si un Estado miembro es víctima de agresión armada en su territorio, el resto de Estados tienen la obligación de ayudar y asistir a través de todos los medios a su alcance. Para Alemania, no obstante, también sería necesario lanzar una europeización de la "disuasión nuclear" de Francia y de su lugar en el Consejo de Seguridad de las Naciones Unidas.

#### Respuesta de la UE a la invasión rusa de Ucrania
La respuesta de la Unión Europea a la invasión rusa de Ucrania hace referencia a las diferentes medidas adoptadas e impuestas por la Comisión Europea, el Consejo y el Consejo Europeo (Estados miembros) para sancionar económicamente a Rusia, contrarrestar los efectos de la agresión rusa iniciada en febrero de 2022 y apoyar económica y militarmente a Ucrania. Desde el inicio de la intervención militar, la UE y varios de sus aliados como Estados Unidos, decidieron aumentar las sanciones contra el gobierno ruso iniciadas en 2014 a fin de «paralizar» la capacidad rusa para «financiar su maquinaria de guerra» y dificultar su manejo de activos para obtener liquidez. Adicionalmente, varios gobiernos nacionales de los Estados miembros decidieron enviar armamento y ayuda económica al gobierno ucraniano mediante fondos nacionales y el Fondo Europeo de Apoyo a la Paz, así como facilitar la entrada de refugiados ucranianos a la Unión.